# 제4회 카를로비바리 국제 영화제
제4회 카를로비바리 국제 영화제는 1949년 7월 23일에 열린 시상식이다.

## 수상 및 후보

### 대상(장편)
- The Battle of Stalingrad I, II - Vladimir Petrov 수상

### 감독상(장편)
- The Mark of the Day - Louis Daquin 수상

### 남우주연상(장편)
- Academician Ivan Pavlov - Alexander Brisov 수상

### 다큐멘터리상
- High Flies the Hawk - Jiří Weiss 수상